# أبو طاهر البعلبكي
أبو طاهر البعلبكي(1) المؤذن محمد بن سليمان بن أحمد بن ذكوان،  ذكره «الذهبي»  ضمن علماء الطبقة الثامنة من حفاظ القرآن. كما ذكره «ابن الجزري» ضمن علماء القراءات. ولد «أبا طاهر البعلبكي» سنة أربع وستين ومائتين، واستقر «بصيدا» وأخذ القراءة عرضا عن هارون الأخفش، وحدث عن أحمد بن محمد بن يحيى ابن حمزة، وزكريا بن يحيى الخياط، وأحمد بن إبراهيم البشري، والحسين بن محمد ابن جمعة. وقرأ عليه «عبد الباقي بن الحسن، وجعفر بن أحمد بن الفضل» وروى عنه أبي الحسين بن جميع، وأبي عبد الله بن منده. توفي «أبي طاهر البعلبكي» سنة أربع وخمسين وثلاثمائة من الهجرة.

## الملاحظات
- 1: نسبةً لـ «بعلبك».